# Rhinogobius imfasciocaudatus
Rhinogobius imfasciocaudatus är en fiskart som beskrevs av Nguyen och Vo 2005. Rhinogobius imfasciocaudatus ingår i släktet Rhinogobius och familjen smörbultsfiskar. IUCN kategoriserar arten globalt som otillräckligt studerad. Inga underarter finns listade i Catalogue of Life.